# Мечеть Баязида I
Мечеть Баязида I (тур. Yıldırım Camii или Yıldırım Bayezid Camii) — историческая мечеть в Бурсе, Турция, которая является частью большого комплекса, построенного османским султаном Баязидом I (Yıldırım Bayezid — Баязид Громовержец) между 1391—1395 годами. Она расположена в столичном районе Бурса города Йылдырым, также названном в честь того же султана. Она подверглась обширной реконструкции после землетрясения в Бурсе в 1855 году.

## Архитектура
Мечеть состоит из центрального зала с большим куполом, обрамленного с востока и запада эйванами с меньшими куполами, и еще одного большого эйвана с михрабом на юге.
К северу и югу от сайда эйванов расположены четыре комнаты с каминами и буфетами. В южные комнаты можно попасть непосредственно из центрального зала, в то время как в северные комнаты можно попасть через небольшие вестибюли. В каждой северной комнате также есть две ниши по бокам, в которые можно попасть через вестибюли. Вестибюль мечети отличается высокими куполообразными потолками. Последняя молитвенная секция (полуоткрытая секция мечети в северной части) состоит из пяти подразделов, и каждый подраздел покрыт отдельным куполом.
1. ↑  archINFORM (нем.) — 1994.